# Орданівка
Орда́нівка (в минулому — Іорданівка) — село в Україні, у Диканській селищній громаді Полтавського району Полтавської області. Населення становить 726 осіб. До 2020 орган місцевого самоврядування — Орданівська сільська рада.

## Географія
Село Орданівка знаходиться на березі річки Середня Говтва, вище за течією на відстані в 2,5 км розташовані села Нова Василівка та Тополівка, нижче за течією на відстані 1,5 км розташоване село Чернещина. На річці зроблена велика загата. Село складається з двох частин, рознесених на 1,5 км.

## Історія
За даними на 1859 рік у власницькому селі Іорданівка Зіньківського повіту Полтавської губернії, мешкало 414 осіб (191 чоловічої статі та 223 — жіночої), налічувалось 44 дворових господарств, існували православна церква та 2 заводи.
Станом на 1900 рік село було центром окремої, Іорданівської волості.
12 червня 2020 року, відповідно до розпорядження Кабінету Міністрів України № 721-р «Про визначення адміністративних центрів та затвердження територій територіальних громад Полтавської області», село увійшло до складу Диканської селищної громади.
19 липня 2020 року, в результаті адміністративно - територіальної реформи та ліквідації Диканського району, село увійшло до складу новоутвореного Полтавського району.

## Економіка
- ТОВ «Орданівка».

## Об'єкти соціальної сфери
- Школа.
- Будинок культури.

## Мешканці
В селі народилися:
- Барабаш Василь Кирилович (нар. 1938) — український художник.
- Сморж Леонід Панасович (1927—2009) — професор філософії (1988), представник мистецтвознавчої керамології.